# Horyzont cząstek
Horyzont cząstek – największa odległość, z której cząstki (o masie spoczynkowej dodatniej lub zerowej) mogłyby przemieścić się do obserwatora w wieku Wszechświata.
Horyzont cząstek i horyzont zdarzeń nie są tym samym.
- Horyzont cząstek jest największą współporuszającą się odległością, z której światło mogłoby dotrzeć do obserwatora teraz.
- Horyzont zdarzeń jest największą współporuszającą się odległością, z której światło mogłoby dotrzeć do obserwatora kiedykolwiek w przyszłości.